# Liste der denkmalgeschützten Objekte in Aggsbach
Die Liste der denkmalgeschützten Objekte in Aggsbach enthält die 13 denkmalgeschützten, unbeweglichen Objekte der Marktgemeinde Aggsbach im niederösterreichischen Bezirk Krems-Land.

## Denkmäler
| Foto |                 | Denkmal                                                                            | Standort                                    | Beschreibung | Metadaten |
| ---- | --------------- | ---------------------------------------------------------------------------------- | ------------------------------------------- | --- | --- |
| ja   | Datei hochladen | Kath. Pfarrkirche Mariae Himmelfahrt und Friedhof HERIS-ID: 33579 Objekt-ID: 31183 | bei Aggsbach Markt 12 Standort KG: Aggsbach | Die von Friedhof und Umfriedungsmauer umgebene Pfarrkirche (Patrozinium: Mariae Himmelfahrt) ist ein im Westen etwas über dem Ort gelegener spätromanischer, dreischiffiger Bau vom Typ einer Pfeilerbasilika mit gotischem Gewölbe, Westturm und barockisiertem Chor. Sie wurde 1148 erstmals urkundlich erwähnt und zwischen 1286 und 1300 durch Rueger von Zaucha neu erbaut. Zwischen dem 15. und 18. Jahrhundert war sie das Ziel von Marienwallfahrten. Eine eigene Pfarre existiert seit 1632. Bis 1792 war die Kirche dem Kloster Niederaltaich inkorporiert. | BDA-Hist.: Q2777085 Status: § 2a Stand der BDA-Liste: 2025-06-30 Name: Kath. Pfarrkirche Mariae Himmelfahrt und Friedhof GstNr.: .3 Pfarrkirche Aggsbach Markt                                            |
| ja   | Datei hochladen | Bauernhofanlage HERIS-ID: 107176 Objekt-ID: 124457                                 | Aggsbach Markt 3 Standort KG: Aggsbach      | Der Bauernhof mit der Hausnummer 3 ist Teil der geschlossenen, ein- bis zweigeschoßigen Verbauung von Aggsbach Markt und stammt im Kern aus dem späten 16. Jahrhundert. | BDA-Hist.: Q37809570 Status: Bescheid Stand der BDA-Liste: 2025-06-30 Name: Bauernhofanlage GstNr.: .14/1, 77, .14/2                                                                                      |
| ja   | Datei hochladen | Bürgerhaus HERIS-ID: 33577 Objekt-ID: 31181                                        | Aggsbach Markt 9 Standort KG: Aggsbach      | Der eingeschoßige Bau mit Schopfwalmdach und zweiachsiger Front mit Volutengiebel stammt aus dem 18. Jahrhundert. | BDA-Hist.: Q37952785 Status: Bescheid Stand der BDA-Liste: 2025-06-30 Name: Bürgerhaus GstNr.: .7 |
| ja   | Datei hochladen | Pfarrhof und Gartenportal HERIS-ID: 49396 Objekt-ID: 53076                         | Aggsbach Markt 13 Standort KG: Aggsbach     | Der dreigeschoßige Pfarrhof mit Schopfwalmdach und Riesenlinsengliederung befindet sich südlich neben der Kirche und ist am geschweiften Portal mit 1726 bezeichnet. Bemerkenswert sind zwei Grabsteine aus der zweiten Hälfte des 13. Jahrhunderts, die am Stiegenaufgang als Pflastersteine verwendet werden. | BDA-Hist.: Q38033739 Status: § 2a Stand der BDA-Liste: 2025-06-30 Name: Pfarrhof und Gartenportal GstNr.: .2 Pfarrhof Aggsbach Markt                                                                      |
| ja   | Datei hochladen | Waschhaus HERIS-ID: 85095 Objekt-ID: 99280                                         | bei Aggsbach Markt 13 Standort KG: Aggsbach | Das kleine, barocke Waschhaus mit Schopfwalmdach befindet sich im Garten des Pfarrhofs. | BDA-Hist.: Q38184565 Status: § 2a Stand der BDA-Liste: 2025-06-30 Name: Waschhaus GstNr.: .1 |
| ja   | Datei hochladen | Altes Forsthaus HERIS-ID: 33578 Objekt-ID: 31182                                   | Aggsbach Markt 46 Standort KG: Aggsbach     | Das zweigeschoßige Forsthaus mit Satteldach und traufseitigem Mittelflur stammt wohl im Kern aus dem 17. Jahrhundert und wurde 1984 renoviert. | BDA-Hist.: Q37952795 Status: Bescheid Stand der BDA-Liste: 2025-06-30 Name: Altes Forsthaus GstNr.: .24                                                                                                   |
| ja   | Datei hochladen | Aufnahmsgebäude Aggsbach-Markt, Eisenbahnstrecke HERIS-ID: 49397 Objekt-ID: 53077  | Aggsbach Markt 62 Standort KG: Aggsbach     | Das Aufnahmegebäude an der Donauuferbahn wurde 1909 erbaut. | BDA-Hist.: Q64026729 Status: Bescheid Stand der BDA-Liste: 2025-06-30 Name: Aufnahmsgebäude Aggsbach-Markt, Eisenbahnstrecke GstNr.: 928/1, 928/2, 928/3, 928/4, 928/5, 928/6, .75 Bahnhof Aggsbach Markt |
| ja   | Datei hochladen | Ortskapelle HERIS-ID: 49783 Objekt-ID: 53914                                       | bei Groisbach 27 Standort KG: Groisbach     | Die Ortskapelle von Groisbach ist ein neugotischer Bau von 1888. An das Langhaus mit Blendgibeln und Satteldach und einer eingezogenen, polygonalen Apsis schließen im Westen ein vorgeblendetes Türmchen und die Portalvorhalle an. Im Innenraum befinden sich Kreuzrippengewölbe bzw. in der Apsis ein Faltgewölbe. Der kleine, neugotische Altar stammt aus der Bauzeit. Die Statue des hl. Sebastian ist aus dem späten 18. Jahrhundert. | BDA-Hist.: Q38036061 Status: § 2a Stand der BDA-Liste: 2025-06-30 Name: Ortskapelle GstNr.: .19 |
| ja   | Datei hochladen | Ehem. herrschaftlicher Wirtschaftshof HERIS-ID: 58988 Objekt-ID: 69909             | Köfering 12 Standort KG: Köfering           | Der ehemals herrschaftliche Wirtschaftshof in Köfering 12 stammt im Kern aus dem 16. Jahrhundert und weist Reste einer ornamentalen Sgraffitomalerei auf. | BDA-Hist.: Q38085533 Status: Bescheid Stand der BDA-Liste: 2025-06-30 Name: Ehem. herrschaftlicher Wirtschaftshof GstNr.: .6                                                                              |
| ja   | Datei hochladen | Bildstock HERIS-ID: 85098 Objekt-ID: 99283                                         | Köfering 2, gegenüber Standort KG: Köfering | Das sogenannte Brunnenstöckl ist ein biedermeierlicher Kapellenbildstock, der auf einem reckteckigen Fundament aus Ziegeln gemauert ist und auf das Jahr 1825 datiert wird. Hinter einer hohen Rundbogenöffnung befindet sich eine Figurennische, in der hinter einem Eisengitter eine polychrom bemalte, holzgeschnitzte Barock-Madonne mit dem Jesuskind auf dem Arm zu sehen ist. Darüber erstreckt sich ein Pultdach, das in der Mitte, entsprechend der Wölbung der Nische, leicht abgerundet ist. Den oberen Abschluss bildet ein auf das Dach aufgesetzer attikaartiger Aufbau mit einer kleineren Segmentbogennische (leer), der seinerseits durch ein ziegelgedecktes Rundbogendach geschützt ist, das von einem Christusmonogramm in goldener Stralenglorie bekrönt wird. Im Giebelfeld des Aufbaus war früher die Jahreszahl „1825“ zu lesen. | BDA-Hist.: Q38184575 Status: § 2a Stand der BDA-Liste: 2025-06-30 Name: Bildstock GstNr.: 505 |
| ja   | Datei hochladen | Paläolithstation Willendorf II HERIS-ID: 107778 Objekt-ID: 125140seit 2012         | Kobel Standort KG: Willendorf               | Archäologische Fundzone Anmerkung: Koordinaten beziehen sich auf einen Punkt, an dem drei der GSte zusammentreffen. | BDA-Hist.: Q9374772 Status: Bescheid Stand der BDA-Liste: 2025-06-30 Name: Paläolithstation Willendorf II GstNr.: 31/3, 532, 534, 535/2                                                                   |
| ja   | Datei hochladen | Wachauer Bahn und Warteraum Willendorf HERIS-ID: 59312 Objekt-ID: 70513            | Willendorf 41 Standort KG: Willendorf       | Die Donauuferbahn wurde 1909 erbaut. Bei ihrer Erbauung wurde Wert auf den Landschaftsschutz gelegt und zu diesem Zweck der Maler und Denkmalpfleger Rudolf Matthias Pichler beigezogen. Geschützt ist vor allem die 34 Kilometer lange Strecke zwischen Krems und Emmersdorf, die ein Teil des UNESCO-Weltkultur- und -naturerbes Wachau ist. Der Bahnhof verfügt über einen hölzernen Warteraum. | BDA-Hist.: Q64026736 Status: Bescheid Stand der BDA-Liste: 2025-06-30 Name: Wachauer Bahn und Warteraum Willendorf GstNr.: .48, 782/1, 782/2 Bahnhof Willendorf in der Wachau                             |
| ja   | Datei hochladen | Ortskapelle HERIS-ID: 85100 Objekt-ID: 99286                                       | Willendorf 4, neben Standort KG: Willendorf | Die Willendorfer Ortskapelle ist ein innen tonnengewölbter, schlichter Saalbau aus dem 19. Jahrhundert mit Segmentbogenschluss und Schindeldachreiter. Innen befindet sich ein Ölbild der hl. Dreifaltigkeit, das gegen Ende des 18. Jahrhunderts angefertigt wurde. | BDA-Hist.: Q38184583 Status: § 2a Stand der BDA-Liste: 2025-06-30 Name: Ortskapelle GstNr.: .43 |